# Josh Manson
Josh Manson (ur. 7 października 1991 w Hinsdale, Illinois, USA) – hokeista kanadyjski, gracz ligi NHL.

## Kariera klubowa
- Northeastern University (2011-25.03.2014)
- Anaheim Ducks (25.03.2014 -
  -  Norfolk Admirals (2014 - 2015)